# NIC-49B
La NIC-49B  es una importante carretera nacional clasificada como colectora principal en Nicaragua. Esta vía comienza en el Este, conectándose con la NIC-1a la altura de Estelí y culmina en el Este en la NIC-3 en San Rafael del Norte, departamento de Jinotega.

## Extensión
Con una extensión de 23,71 millas (38,2 km), la NIC-49B juega un rol clave en la conectividad y transporte de la región.